# Sybra sumatrana
Sybra sumatrana là một loài bọ cánh cứng trong họ Cerambycidae.